# 吉爾伯特海峽
吉爾伯特海峽（英語：Gilbert Strait）是南極洲的海峽，位於特里尼蒂島和陶爾島之間，屬於帕默群島的一部分，由英國探險隊命名，現時由南極條約體系管理。